# 叙拉古之围 (877年—878年)
877年–878年的叙拉古之围是阿格拉布王朝对拜占庭帝国在西西里首都叙拉古发起的又一次进攻，围城从877年8月持续到878年5月21日，没有援助并被拜占庭抛弃的叙拉古最终被阿格拉布王朝军队洗劫。
在820年代后期在西西里首次登陆后，阿格拉布王朝就曾多次尝试夺取叙拉古，但均未成功，不过他们逐步占领了西西里岛的西半部分，同时到了875年，一位新总督贾法尔·伊本·穆罕默德（Ja'far ibn Muhammad）被任命，这位充满活力的将领决心攻占这座城市。贾法尔于877年8月开始围城，但很快就将指挥权交给了他的儿子阿布·伊沙克（Abu Ishaq），而自己退至巴勒莫。阿拉伯人有着充足的武器用于攻城，而叙拉古的居民们基本没有得到拜占庭舰队的支持，彼时舰队忙于为君士坦丁堡的一座名为新教堂（Nea Ekklesia）的教堂运送大理石，并且被恶劣的天气所延迟。结果就是被包围的民众面临严重的苦难和饥荒，这些被目击者修士狄奥多西（Theodosios the Monk）详细地记录了下来。最终，阿格拉布王朝的军队成功地在朝海的城墙上制造了一个缺口，并于878年5月21日设法从此处突围攻入城市中，防御者以及大部分居民被屠杀，剩余的人，包括狄奥多西，全部被关押。负责指挥防御的拜占庭贵族带着他的一些部下投降，但他们于一周后被处决，一小队士兵逃脱，并将此消息告知了仍位于东方未能前来援助的舰队。由于内部斗争，穆斯林无法利用这次胜利，甚至还引发了全面的内战。与拜占庭人的小规模战斗依旧在持续，没有哪一方能获得决定性的胜利，直到被罢黜的阿格拉布王朝埃米尔易卜拉欣二世（Ibrahim II），他于902年重整了西西里的穆斯林并攻占了陶尔米纳，最终完成了穆斯林对西西里的征服,即便一些堡垒直到965年都仍在拜占庭的控制下。

## 背景
阿格拉布王朝于827-828年在西西里首次登陆后便试图夺取叙拉古但以失败告终。尽管被当地驱逐，但他们设法在岛屿西部建立了自己的领地，在接下来的几十年中，他们逐渐向东推进至西西里的中部地区。在这段时期他们于868年、869年和873年多次夺取这座拜占庭在西西里的都城，但这些进攻均未取得成果。
875年，不好战并喜欢享乐的阿格拉布王朝埃米尔穆罕默德二世（Muhammad II）去世，由他的弟弟易卜拉欣二世继任帝位，他决心攻占叙拉古，任命贾法尔·伊本·穆罕默德为新总督，并从伊夫起亚派遣舰队援助当地的西西里军队。

## 围城
贾法尔于877年开始袭击拜占庭在西西里东部的领土，并攻占了一些叙拉古外围的要塞。对叙拉古的围城从当年8月开始，阿拉伯人从海上和陆地对其进行封锁。攻城的细节被目击者修士狄奥多西在他后来被囚禁期间写的一封信中记录了下来。
城市的抵抗由一位姓名不详的贵族领导，而阿拉伯人这边最初由贾法尔领导，直到他返回巴勒莫并将攻城的指挥权交给自己的儿子阿布·伊沙克。有着精良的攻城武器（包括牵引抛石机）的阿拉伯军队对城内的守军进行了不分昼夜的不间断进攻，修士狄奥多西的记录大多聚焦于居民所受的苦难上，“因饥饿和疾病不断死去”，“极少的主食也因极度的通货膨胀而变得无法负担”，一蒲式耳小麦要价150索利都斯，一蒲式耳面粉需200索利都斯，一头饲养的牛需300索利都斯，而一匹马或驴的头值15至20索利都斯。经过几个月的围困后，城内的居民们已经耗尽了食用油、水果、奶酪、鱼和蔬菜的储备，而只能吃草、兽皮、磨碎的骨头掺水，按照修士狄奥多西的记载，他们甚至开始吃死人的尸体和自己的孩子。

西西里岛地形图及主要定居点

尽管叙拉古有着重要的地位，但记载中拜占庭帝国对于被围困的叙拉古的援助寥寥无几。12世纪阿拉伯史学家伊本·艾西尔（Ali ibn al-Athir）声称一些拜占庭舰船出现在城市面前，但被毫不费力地击败，而拜占庭舰队的主力正忙着运送巴西尔一世（Basil I）在君士坦丁堡建造的新教堂所需的建筑材料。当舰队最终在某位被叫做阿德里亚诺（Adrianos）将领的指挥下前往叙拉古时，在位于希腊的莫奈姆瓦夏处遭遇逆风，严重阻碍了其前进，而此时叙拉古沦陷的消息已经传到了舰队处。在海上封锁方面没有遭受任何阻碍的阿拉伯军队得以破坏保护城市两座港口的防御工事：持续的轰炸成功地摧毁了向海防御工事的一座塔及其相邻的城墙，使得阿拉伯人得以对此缺口进行集中进攻。然而城内的贵族集结了守军，在缺口处持续守住了20天大批进攻的阿拉伯兵后，其周边区域堆满了尸体和伤兵。
历经9个月的围攻后，叙拉古最终还是于878年5月21日沦陷。守军退至墙边休息并吃早餐，留下一小队由一位叫做约翰·帕特里亚诺斯（John Patrianos）领导的士兵来保卫缺口，阿拉伯人发动了一次突然袭击，将所有的攻城武器同时向缺口攻击。当贵族首领出来集结防守时，阿拉伯人已经杀死了守卫缺口的士兵并冲入城中。一支试图封锁救世主教堂附近道路的小分队也被歼灭，修士狄奥多西描述道阿拉伯人进入了大多数民众避难的教堂，并屠杀了其中的所有人。贵族首领与剩余的70人留下镇守一座孤立的塔楼，直到他于次日被迫投降。当城市陷落的消息传来时，修士狄奥多西正在主教堂内协助礼拜仪式，他与大主教一起被俘虏，与救世大教堂的情况不一样，阿拉伯士兵没有虐待他们，但强迫大主教透露存放着着珍贵礼拜用品的祭衣间的位置。
城内大多数居民在洗劫中被屠杀，修士狄奥多西记述道仅有名望的人中就有超过4000人被杀害。阿拉伯人指挥官阿布·伊沙克于一周后处决了领导防御的贵族首领，跟随他奋战至最后的70位士兵和其他罪犯被带出城外，并被石头和棍棒殴打致死。其中一位在围城期间每天侮辱穆罕默德的守军塔尔苏斯的尼基塔斯（Niketas of Tarsos）被肢解并折磨致死。只有少数来自伯罗奔尼撒的马代特人以及一些驻防的士兵得以脱逃，在逃至希腊后，他们向海军将领阿德里亚诺报告了此事。城市本身被掠夺并基本被摧毁。据伊本·艾西尔的说法，阿拉伯人在洗劫叙拉古后在城内逗留了两个月，随后便返回了他们的领地，留下了一片废墟，伊本·艾西尔还声称有一小队拜占庭舰队曾出现在城市前，但在一场战役中这一拜占庭舰队损失了四艘战舰后被驱离。

## 后续
贾法尔并没有享受这场胜利太久，在同一年，在他的叔叔和兄弟的唆使下，他手下的两个奴隶将他杀死，此后他们篡夺了总督之位。这一事件标志着西西里穆斯林内部斗争时期的开始。战争在880年代一直持续着，阿拉伯人试图征服拜占庭在西西里东北三分之一的剩余要塞，但战果非常有限：这些突袭行动夺取的战利品可以偿付军队，但没有夺取任何要塞。同一时期，拜占庭在意大利本土的势力开始复苏，拜占庭将领老尼基弗鲁斯·福卡斯在此赢得了一系列对穆斯林势力的胜利。
缺乏成功加剧了穆斯林之间的紧张关系，多方面的分歧，如阿拉伯人与柏柏尔人、西西里人与伊夫起亚人、巴勒莫人与阿格里真托人之间开始涌现，导致了886和890年巴勒莫人的反抗。898年，阿拉伯人与柏柏尔人之间爆发了全面的内战，直到新任埃米尔，易卜拉欣二世的儿子阿卜杜拉二世（Abdallah II of Ifriqiya）于900年攻占巴勒莫时才结束。阿卜杜拉二世同样击败了拜占庭人，直到他被召回至伊夫起亚去继任他父亲的帝位，易卜拉欣二世随一群志愿者来到西西里岛，于902年8月攻占了拜占庭在西西里的最后一个主要要塞陶尔米纳。尽管在西西里东北部仍有一些拜占庭要塞未被攻克（直到965年的罗梅塔之围中被法蒂玛王朝攻陷），但占领陶尔米纳标志着拜占庭对西西里统治的结束，以及穆斯林势力在西西里的巩固。